# Polyrhachis browni

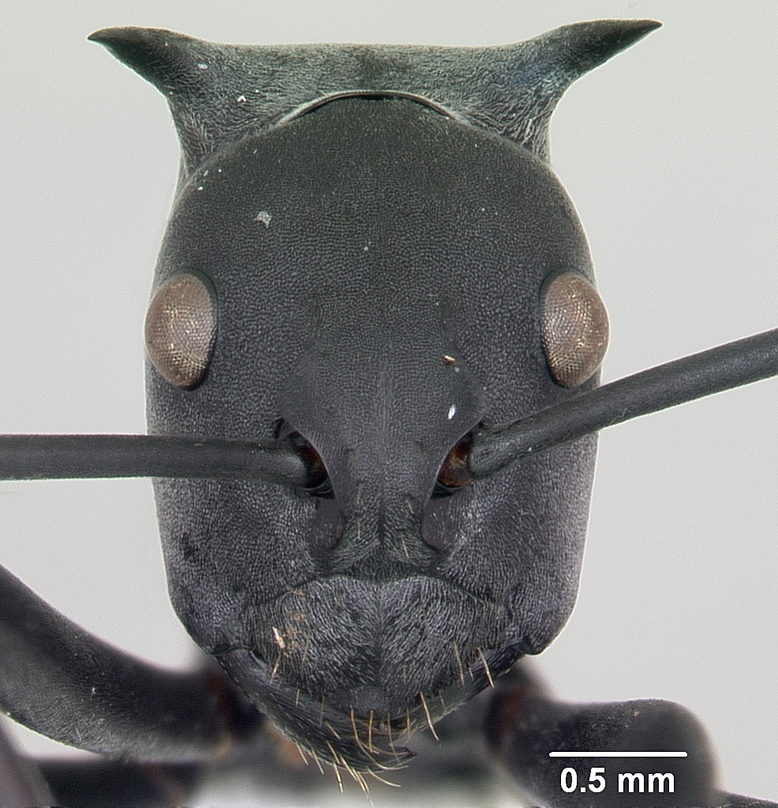
Cabeça da Polyrhachis browni.

Polyrhachis browni é uma espécie de formiga do gênero Polyrhachis, pertencente à subfamília Formicinae. O artrópode é originário da Indonésia.